# Mylor Creek
Mylor Creek är ett vattendrag i Storbritannien.   Det ligger i riksdelen England, i den södra delen av landet, 400 km väster om huvudstaden London.